# Fukanzazengi

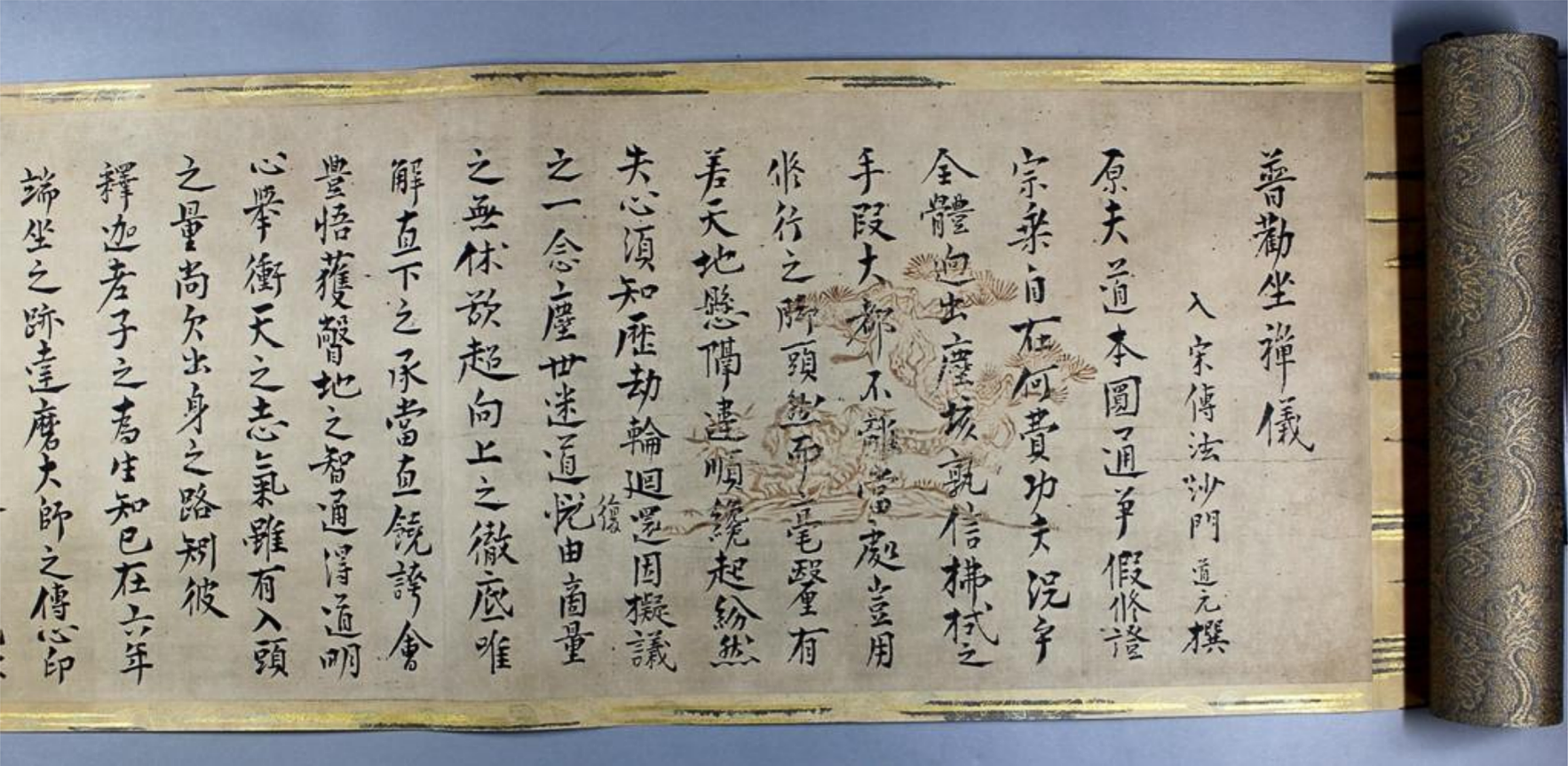
Manuscrit de 1233 du Fukanzazengi de Dōgen.

Le Fukanzazengi (普勧坐禅儀) est un texte fondateur de l'école Sōtō du bouddhisme zen, écrit par le moine Dōgen en 1227. Il exprime l'essence de la pratique de zazen, tout en donnant des instructions sur la posture.

## Titre
Le titre de l’œuvre, Fukanzazengi peut se décomposer ainsi : fukan, « recommandé », zazen, « zazen » et gi, « règle, loi, principe ». La recommandation ne s'adresse pas uniquement aux moines, mais à toute la société — le peuple, les laïcs, toutes celles et tous ceux qui pratiquent zazen. On obtient donc le sens de Guide universel sur la voie juste de zazen, aussi traduit par Recommandations générales [concernant] les règles du zazen.

## Histoire du texte
Dōgen, fondateur de l'école Sōtō, écrit le Fukanzazengi en 1227, à son retour de Chine. Toutefois, cette version a disparu,, mais on conserve cependant deux versions plus tardives, l'une datée de 1233 (édition dite Tempuku, d'après la première année de l'ère du même nom, date à laquelle elle a été rédigée) ; l'autre étant la version finale que l'on trouve dans le Eihei Kōroku (Notes étendues du Eihei-ji) écrite peut-être en 1242 et appelée Rufubon, « version populaire ». On relèvera aussi que le Fukanzazengi est écrit en chinois et qu'il ne fait pas partie de l'œuvre maîtresse de Dôgen, le Shōbōgenzō. On en trouve cependant dans ce dernier ouvrage une version abrégée écrite en japonais en 1243 (portant le numéro onze dans l'Ancienne édition), intitulée Zazengi, titre que Yoko Orimo traduit par « La manière de la méditation assise ».  

## Présentation
Le Fukanzazengi est devenu un guide de référence dans l'école Sōtō, et ce bref texte est récité quotidiennement dans les monastères lors de la méditation du soir. Il s'agit d'un « manifeste sur la pratique de zazen » qui décrit précisément la posture assise et l’état d'esprit « au-delà de la pensée » (hishiryō) à adopter lors de la pratique de zazen. Il rend ainsi accessible au plus grand nombre la pratique de la méditation zen.

## Contenu
L’enjeu de ce texte est de comprendre  «en quoi l'effort concentré de l'homme est nécessaire » pour s’éveiller, alors que « la Voie est fondamentalement parfaite» et qu’« elle pénètre tout. »
Le texte contient des conseils pour la pratique de zazen, tant au niveau de la posture assise (lotus ou demi-lotus) que de l'état d'esprit. On y retrouve les termes de pensée shiryō (思量), non-pensée (fushiryō (不思量)), et au-delà de la pensée (hishiryō), présents aussi dans le chapitre Zazengi du Shobogenzo.

### Traduction avec commentaire
- Philippe Coupey, Zen simple assise : le Fukanzazengi de maître Dōgen, Méolans-Revel, Désiris, 2009, 117 p. (ISBN 978-291-541839-2).

### Étude
- (en) Carl Bielefeldt, Dogen's Manuals of Zen Meditation, Oakland (CA), University of California Press, 1990, 278 p. (ISBN 978-0-520-06835-3, lire en ligne)
- (en) Robert E. Buswell Jr. et Donald S. Lopez Jr., The Princeton Dictionary of Buddhism, Princeton, Princeton University Press, 2014, xxxii, 1265 (ISBN 978-0-691-15786-3, lire en ligne), p. 307
- Les dialogues de Dôgen en Chine  (édités et traduits par Frédéric Girard), Genève - Paris, Librairie Droz - EFEO, 2016, 752 p. (ISBN 978-2-600-01903-3), p. 568-581 "Annexe IV : Méthodes de méditation assise"